# Вулиця Шевченка (Канів)
Ву́лиця Шевче́нка — одна з вулиць в місті Канів Черкаської області України. Є однією з головних міських артерій.
Вулиця починається від вулиці Героїв Небесної Сотні в центрі міста і продовжується на південний схід до Тарасової Гори, оминає її та продовжується за місто як автодорога на село Пекарі.

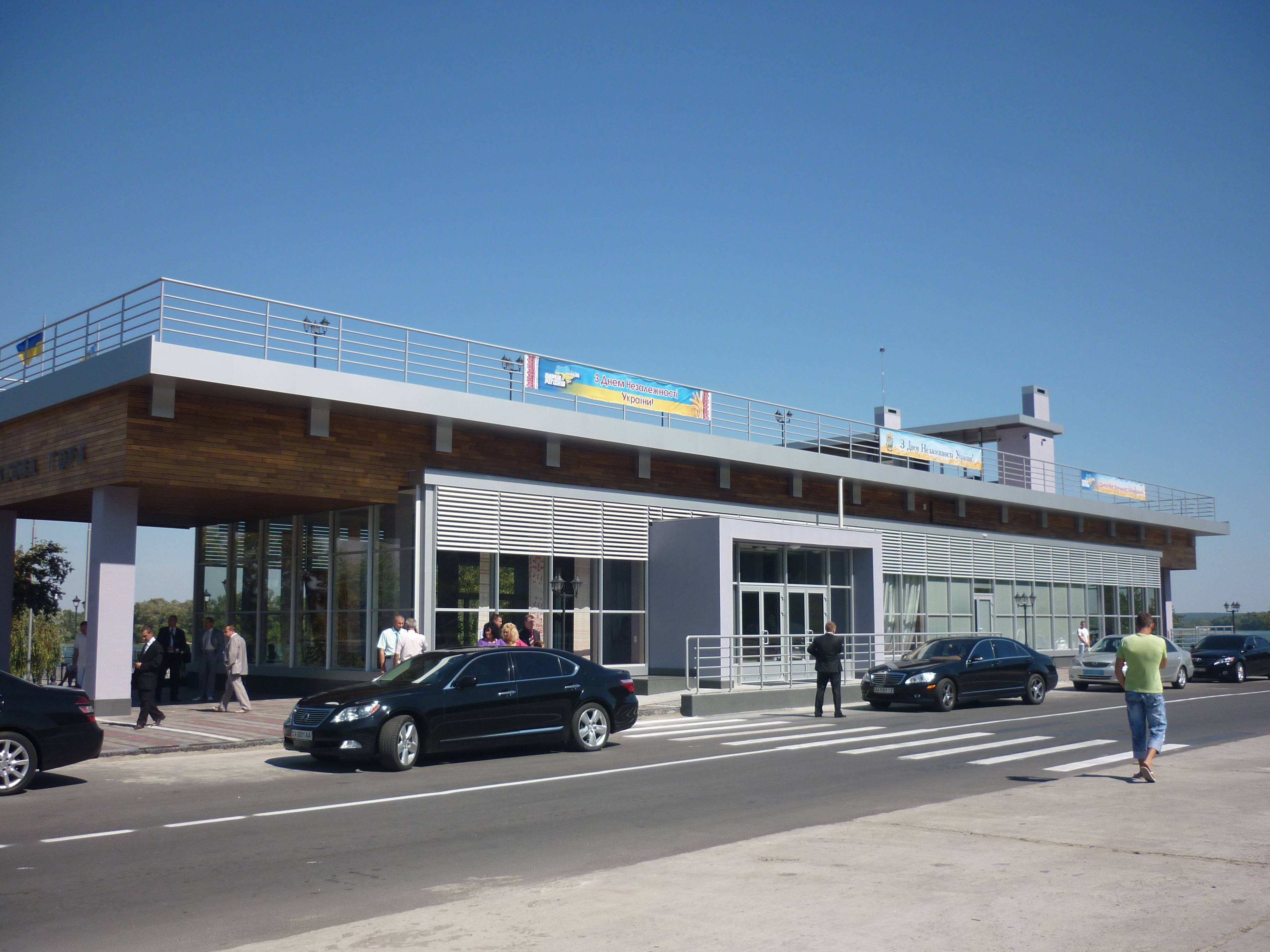
Пристань Тарасова Гора

По вулиці розташовуються Головпоштамт на початку та Центральна районна бібліотека[джерело?]. В кінці розташований вхід та сходи на Тарасову Гору, біля берега — пристань Тарасова Гора.
| Канів | Це незавершена стаття про Канів. Ви можете допомогти проєкту, виправивши або дописавши її. |